# NGC 6754A
NGC 6754A في الفهرس العام الجديد، هي مجرة، تقع في كوكبة المرقب. اكتشفت بواسطة جون هيرشل.

## روابط خارجية
- NGC 6754A على موقع ويكي سكاي: DSS2, SDSS, GALEX, IRAS, Hydrogen α, X-Ray, Astrophoto, Sky Map, Articles and images